# Minguo-Kalender
| Minguo-Kalender                                                                                |
| ---------------------------------------------------------------------------------------------- |
| 民國114年03月6日 Minguo 114. Jahr 03. Monat 6. Tag (das heutige Datum)                         |
| Gregorianischer Kalender                                                                       |
| 6. März 2025                                                                                   |
| Kalender zum ersten Minguo-Jahr, Präsident Sun Yat-sen, 1912 mit der Flagge der Republik China |

Der Minguo-Kalender (chinesisch 民國紀元曆 / 民国纪元历, Pinyin mínguó jìyuánlì – „Republik-Ära-Kalender“, auch 中華民國曆 / 中华民国历,  Zhōnghuá mínguólì – „Republik-China-Kalender“) ist ein Kalender, der aktuell in der Republik China (Taiwan) benutzt wird. Er wurde auch in der Republik China auf dem chinesischen Festland von 1912 bis zur Gründung der Volksrepublik China 1949 benutzt. Der Minguo-Kalender, genauer die Zeitrechnung (Ära) nach dem Minguo-Kalender wird im Chinesischen auch als „Minguo jiyuan“ – 民國紀元 – „Republik-Zeitalter“ – bezeichnet.
Er folgt der kaiserlichen Tradition, den Äranamen bzw. Regierungsdevise des Herrschers in der Periode der Regierungszeit zu benutzen. In den offiziellen Dokumenten der Republik China wird 1912, das „Jahr der Gründung der Republik China“, als erstes Jahr der Republik (民國元年) in der offiziellen Zeitrechnung geführt. Das Jahr 2025 A. D. ist daher das „114. Jahr der Republik“. Jahre werden als 民國 „nnn“ 年 geschrieben, wobei „nnn“ die Jahreszahl ist. Beispielsweise ist das „Minguo-Jahr 101“ – 民國一百零一年, umgangssprachlich meist 民國一零一年 bzw. 民國一〇一年 das Jahr 2012 A. D. Da chinesische Äranamen traditionell zwei Zeichen lang sind, steht hier Minguo (民國 – „Republik“) als Abkürzung für Zhonghua Minguo (中華民國 – „Republik China, eigentlich Chinesische Republik“).
Der Jahresbeginn ist am 1. Januar. Die Länge der Monate und die Schaltregel sind dieselben wie beim Gregorianischen Kalender. Der einzige Unterschied ist die um den Wert 1911 kleinere Jahreszahl.
Der Minguo-Kalender ist im heutigen Taiwan nicht unumstritten. Im Jahr 2006 sprach sich der damalige Premierminister Su Tseng-chang für dessen Abschaffung und zum vollständigen Übergang zum gregorianischen Kalender (der parallel ohnehin benutzt wird) aus. Der Vorschlag verlief im Sande und wurde nicht konsequent umgesetzt.

## Umrechnung
Um eine Jahreszahl vom gregorianischen Kalender (christliche Ära) in den Minguo-Kalender umzurechnen, wird von der gregorianischen Jahreszahl die Zahl 1911 subtrahiert. Um umgekehrt eine Jahreszahl vom Minguo-Kalender in die christliche Ära umzurechnen, wird zur Minguo-Jahreszahl die Zahl 1911 addiert. Beispielsweise entspricht das Jahr 2025 der christlichen Ära dem Jahr 2025 − 1911 = 114 der Minguo-Ära; das Jahr 89 der Minguo-Ära entspricht dem Jahr 89 + 1911 = 2000 der christlichen Ära.

## Trivia

### Nordkoreanischer Kalender
Da der nordkoreanische Staatsgründer Kim Il-sung im Jahre 1912 geboren wurde, hat der seit 1997 in Nordkorea verwendete Juche-Kalender zufällig die gleiche Jahreszählung. Auch beim Juche-Kalender beginnt das Jahr mit dem 1. Januar, und die Schaltregeln wurden ebenfalls vom Gregorianischen Kalender übernommen.